# Eupithecia icterata
Euphitecia icterata es una especie de polilla de la familia Geometridae. La especie fue descrita por primera vez por Charles Joseph Devillers habiendo sido descrita en 1789, con distribución en Europa Occidental, Norte de África y Medio Oriente y el Paleártico.
En Europa se le conoce como la polilla de milenrama o polilla del moteado leonado (del inglés, Tawny speckled pug).

## Distribución
E. icterata se ha descrito con detalle en toda la región Paleártica, el Cercano Oriente y el norte de África. Está presente en amplias zonas de Europa, pero no se ha visualizado en Portugal, en la zona más septentrional de Escandinavia, así como en Islandia y algunas islas del Mediterráneo. En Sierra Nevada se eleva hasta una altitud de 3000 metros (9842,5 pies). En Asia se puede encontrar en Turquía, el Cáucaso, Irán, Kazajstán y Siberia occidental hasta las montañas de Altái. También se encuentra en la Cordillera del Atlas en el Norte de África.
En Dinamarca e Irlanda se ha descrito en todo el territorio del país. En Noruega se ha visualizado y descrito con detalle en el sur de Austlandet, Sørlandet y Vestlandet. En Suecia se ha descrito en todo el país excepto en las regiones del norte.

## Hábitat
Son polillas que prefieren prados secos de montaña, bordes de bosques y parques donde abunda su planta huésped. Se ha descrito en áreas con plantas hospedantes en los bordes de caminos, campos y arbustos, pantanos, en jardines, pastizales semiáridos, áreas abiertas a lo largo de la costa, partes altas de marismas, terrenos baldíos y bosques abiertos con hierbas perennes y microclima cálido.

## Descripción

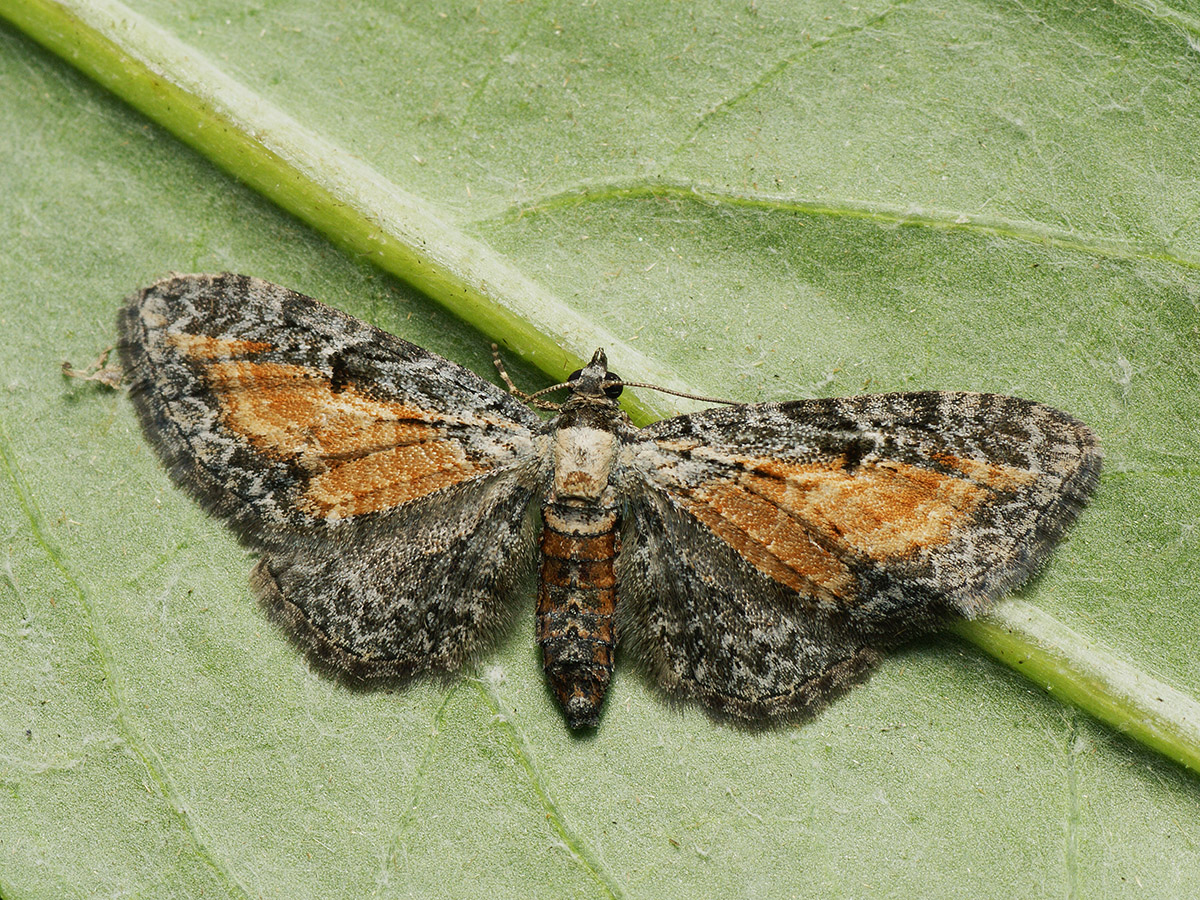
Espécimen en Rusia.

E. icterata es una polilla pequeña con una envergadura de 20 a 25 milímetros (0,8 a 1 plg). Es una de las especies más grandes de su género. 
A diferencia de muchas otras polillas, se ven marcadas con motivos distintivos. Vienen en dos variantes de color, variedades que se diferencian en un solo gen. Las crías se componen de imagos que son de dos variantes, sin intermediarios: los leonados identificados como subfulvata y más abundantes o los cognata que son grisáceos. No ha habido resultados que con certeza describan cual de las dos variedades es la característica dominante.

### Cuerpo
La cabeza es de color marrón salpicado de manchas oscuras. Por su parte, el cuerpo que es marrón, se ve moteado con múltiples manchas blanquecinas. La franja dorsal es de color marrón oscuro con marcas en forma de rombo u óvalos. Cuenta con una línea subdorsal es de color marrón oscuro y, con frecuencia, presenta una franja suprarracular blanca.

### Alas
En f. Subfulvata, el color básico de las alas anteriores es marrón oxidado que va a gris plomo.: 51  Muestra un panel triangular grande de dos tonos de color naranja leonado claro desde el borde posterior hacia arriba, que, sin embargo, no llega al borde frontal. La facia subterminal es blanquecina, apenas perceptible. Por su parte f. Cognata (descrita como f. "Oxydata" por Georg Friedrich Treitschke) carece de esta amplia variedad de colores. Por ejemplo, en los especímenes descritos en partes de Escocia y el sur de Inglaterra. En esta variante la zona rojiza es más abigarrada o indistintamente jaspeada, mezclada con tonos grises o la zona rojiza está completamente ausente. Se destacan ligeramente algunas líneas onduladas claras y delineadas en negro. Cuentan además con frecuentes moteados blanquecinos en las alas anteriores y el tórax. La mancha discal es prominente y negra en ambas formas de la especie.
Las alas traseras de ambas formas son de color marrón grisáceo, ligeramente más claras que las alas delanteras y muestran una pequeña mancha central negra. TIenen gran parecido a otras especies pertenecientes al género Eupithecia. Por ejemplo, Eupithecia icterata f. Cognata es muy similar a Eupithecia millefoliata, pero esta última suele ser de color más pálido y muestra una mancha central más pequeña en las alas anteriores.

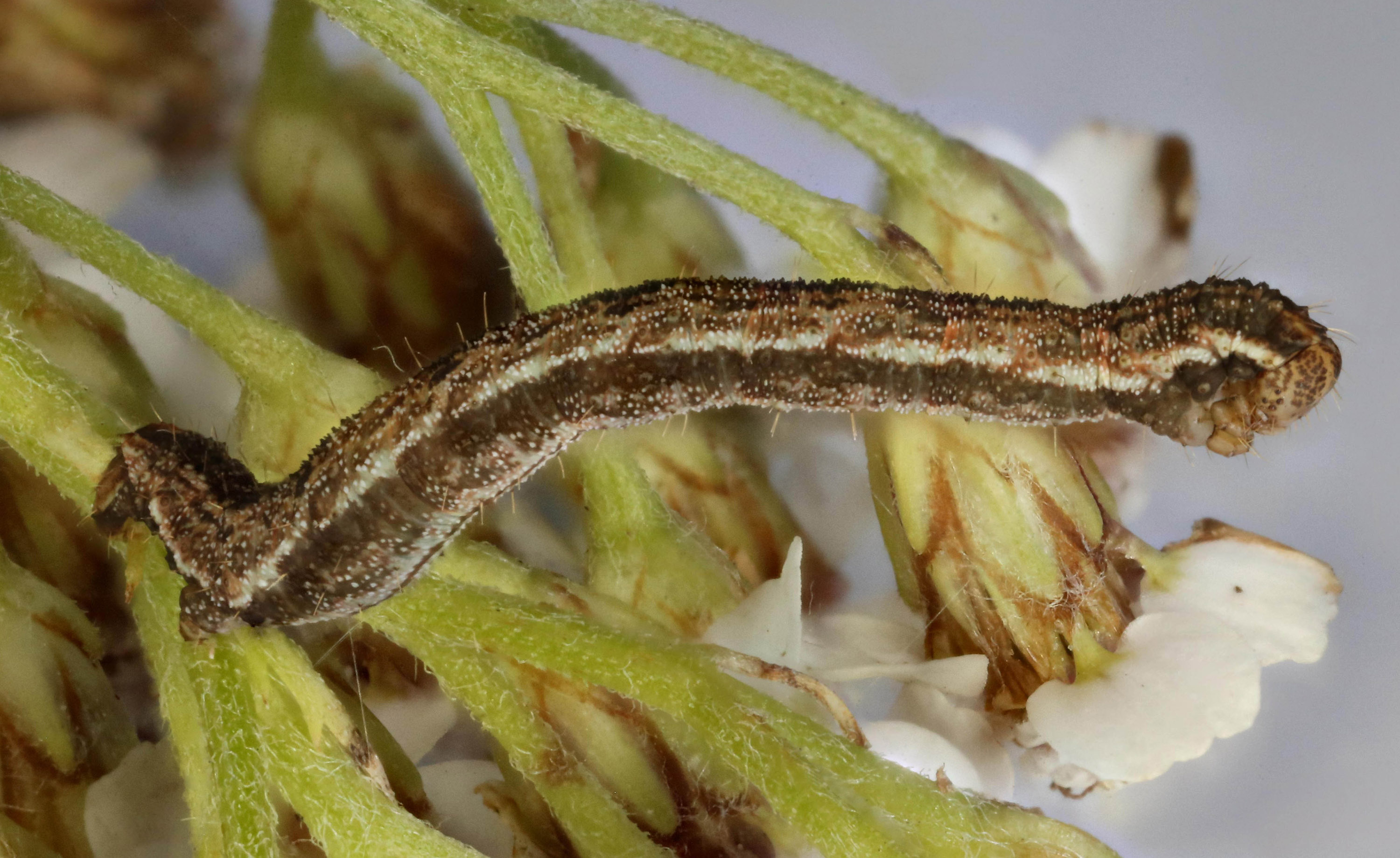
Oruga en Gales.

### Huevo
El huevo tiene inicialmente un color blanquecino y luego adquiere tintes amarillentos. Tiene forma ovalada y presenta depresiones en la escultura de la concha que están bordeadas por tiras longitudinales. 

### Oruga
Las orugas adultas son delgadas y de color gris púrpura a marrón, con un dibujo oscuro en forma de diamante en el dorso y una línea blanquecina pálida a cada lado.

## Ciclo de vida

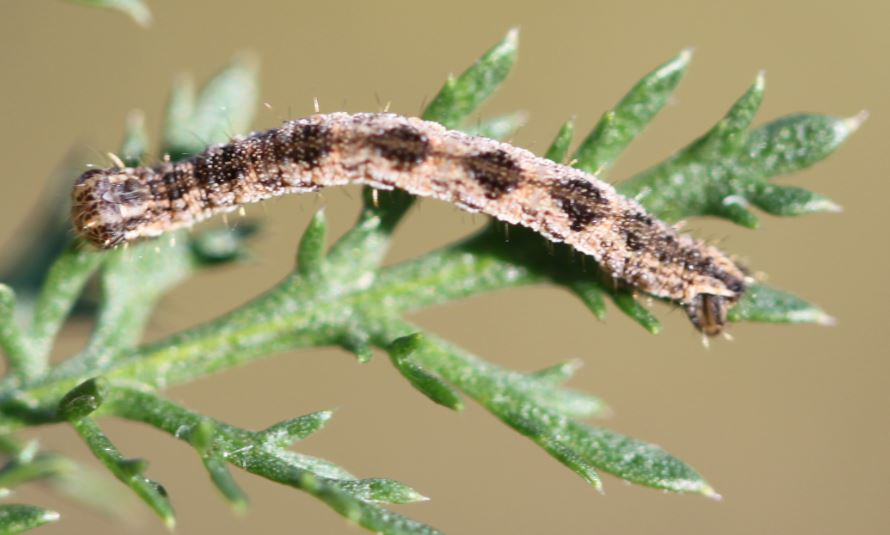
Oruga de E. icterata

E. icterata es una especie generalmente de cría única (especie univoltina).: 51  Vuela de noche de junio a septiembre, se siente atraída por fuentes de luz artificial y ocasionalmente succiona algunas flores, por ejemplo especies deEupatorium. Las orugas viven de agosto hasta octubre.
Por lo general se alimentan de las hojas y flores de milenrama.: 51  También se ha registrado sobre Artemisia (ajenjo, Artemisia vulgaris, Artemisia campestris, Artemisia abrotanum), Achillea ptarmica,: 51  hierbacana y tanaceto. La especie pasa el invierno como pupa en un fino hilo en el suelo. 